# Arcidiecéze splitsko-makarská
Římskokatolická metropolitní arcidiecéze splitsko-makarská (chorvatsky Splitsko-makarska nadbiskupija, latinsky Archidioecesis Spalatensis-Macarscensis, případně italsky Diocesi Spalato-Macarsca) je metropolitní arcidiecéze římskokatolické církve v Chorvatsku a částečně v Černé Hoře.
Současným úřadujícím arcibiskupem je Dražen Kutleša se sídlem ve Splitu. Hlavním chrámem diecéze je splitská katedrála svatého Domnia.

## Dějiny

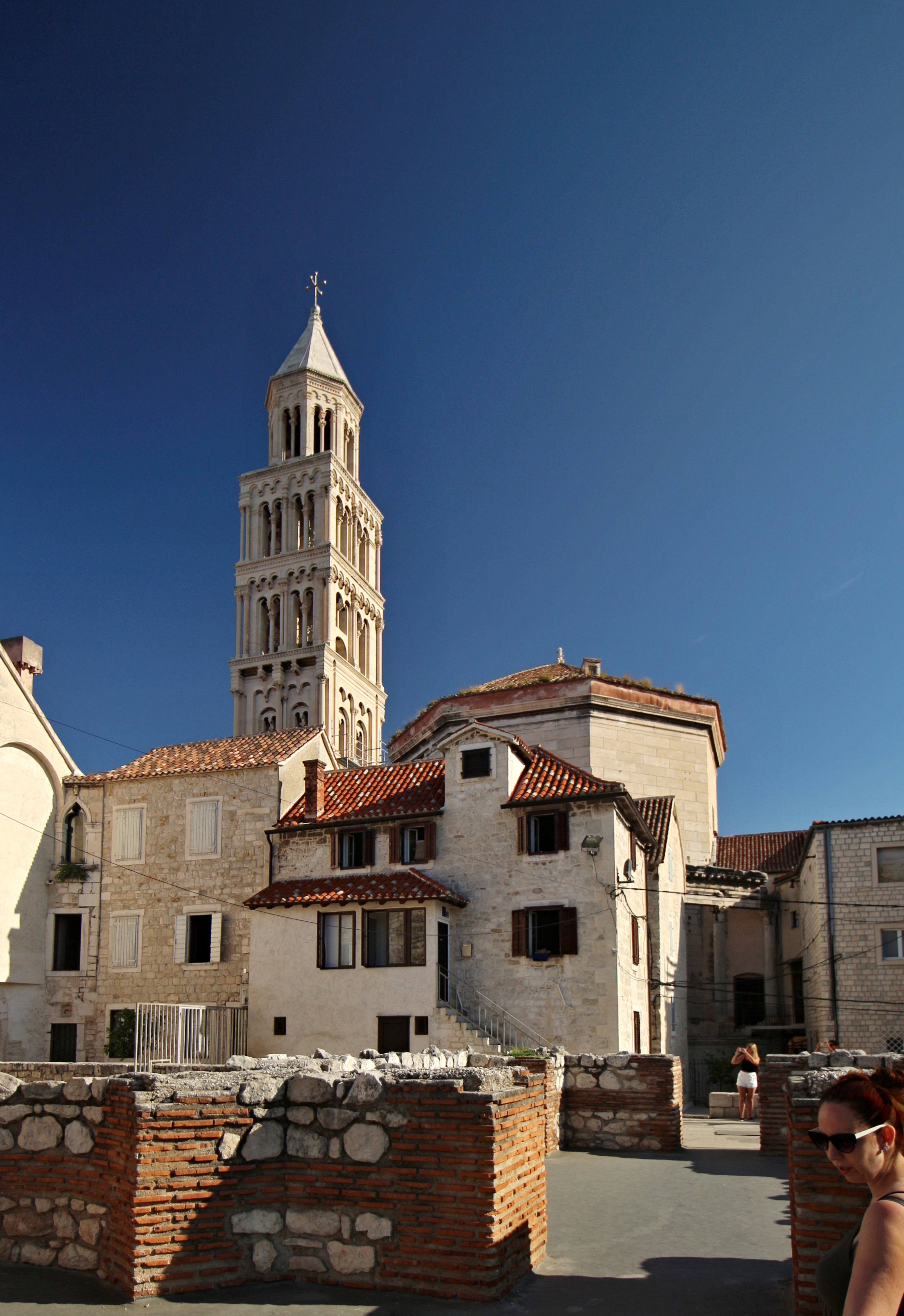
Katedrála svatého Domnia v Diokleciánově paláci ve Splitu je nejstarší funkční katedrálou na světě.

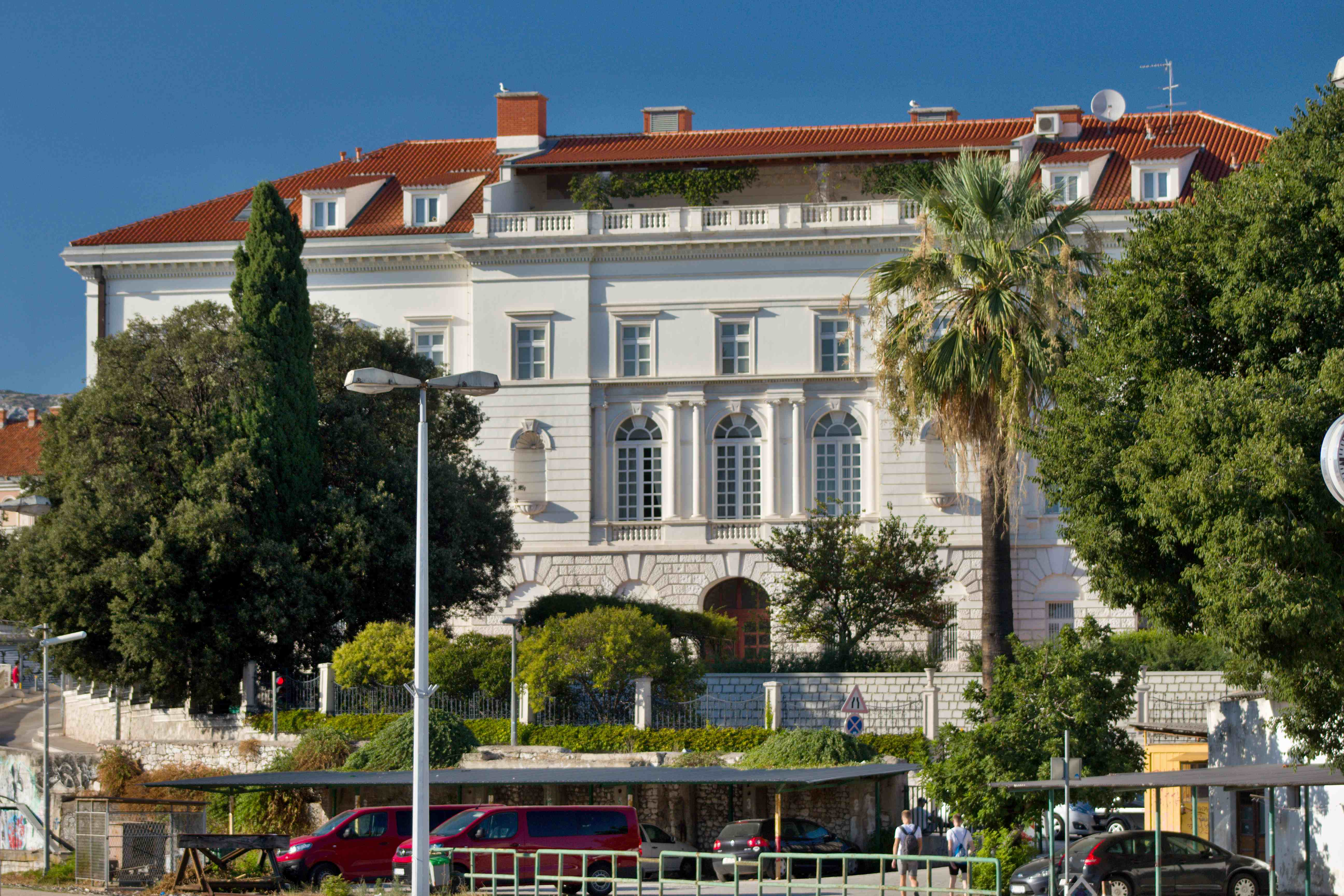
Arcibiskupský palác ve Splitu

Diecéze byla založena ve 3. století po Kristu ve starověkém městě Salona nedaleko dnešního Splitu a salonským biskupem se stal Domnius ze Salony († 304). V roce 474 jmenoval východořímský císař Leon I. (vládl v letech 457–474) biskupem Glyceria. Ten byl do té doby císařem Západního Říma, byl však sesazen Juliem Nepotem (jenž později také skončil v Saloně).
Kolem roku 500 po Kristu bylo biskupství prohlášeno za metropolitní arcidiecézi.
Na arcidiecézi a metropolitní sídlo byla povýšena v 10. století. Diecéze v současné podobě vznikla v roce 1828, kdy byla historická arcidiecéze salonská sloučena s diecézí Makarskou a v roce 1969 byla povýšena na arcidiecézi a metropolitní sídlo v arcidiecézi splitské.